# Socialisme africain
Le terme de socialisme africain recouvre un ensemble de doctrines et de politiques suivies au XXe siècle par plusieurs dirigeants d'Afrique subsaharienne ayant visé, dans des contextes et dans des optiques très divers, à définir une forme de socialisme spécifique au continent africain. L'expression peut désigner, selon le contexte, les tentatives de théorisation d'un socialisme africain, ou l'ensemble des pratiques politiques, de divers dirigeants politiques et chefs d'État africains, notamment les présidents Léopold Sédar Senghor au Sénégal, Modibo Keita au Mali, Ahmed Sékou Touré en Guinée, Julius Nyerere en Tanzanie, Kenneth Kaunda en Zambie, et Kwame Nkrumah au Ghana, ainsi que le leader indépendantiste Amílcar Cabral en Guinée-Bissau.

## Définitions

### Une absence d'unité géographique et doctrinale
Élaborées au moment de l'indépendance des pays d'Afrique subsaharienne, les diverses formes de socialisme africain ont comme point commun la référence aux valeurs sociales et culturelles de l'Afrique, ainsi que des références au courant d'idées panafricaniste : elles ne présentent cependant pas une ligne politique commune et ont connu des fortunes diverses. Les régimes politique et les idéologies propres au socialisme africain, fortement associés aux personnes des chefs d'État qui s'en sont faits les promoteurs, n'ont pas perduré après le départ de ceux-ci du pouvoir. L'existence même d'un socialisme spécifiquement africain ne fait d'ailleurs l'objet d'aucune unanimité chez les socialistes du continent. Diverses sections du Rassemblement démocratique africain, union de partis africains francophones, sont apparentées au socialisme mais le RDA ne dispose, au cours de son existence, d'aucune doctrine ou idéologie commune. L'absence d'unité à l'échelle régionale des conceptions africaines du socialisme et les résultats mitigés des diverses expériences menées amènent, dès le début des années 1970, à considérer comme un échec l'implantation en Afrique subsaharienne d'un socialisme propre au continent.

### Variantes du socialisme africain

#### Sénégal

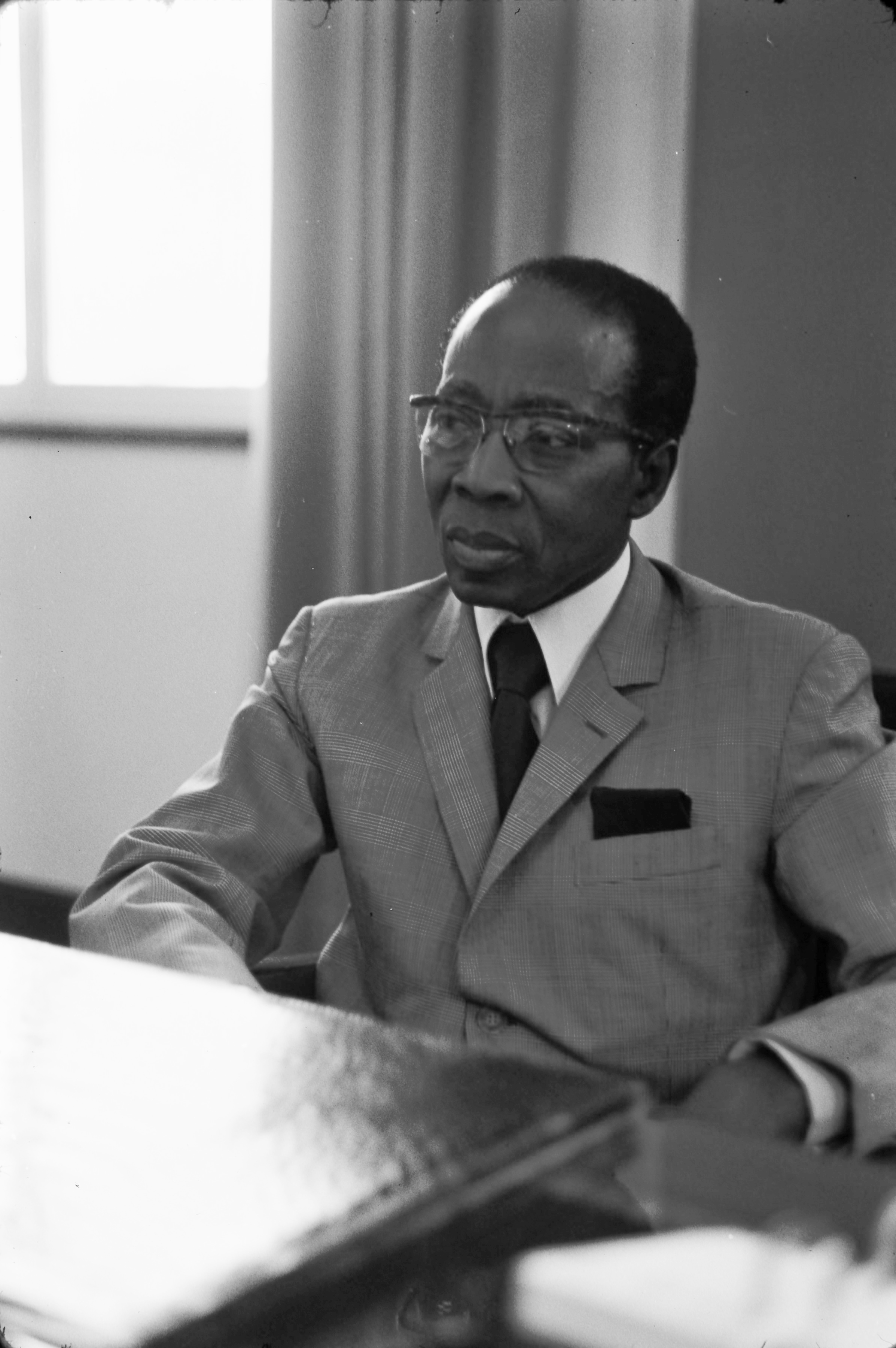
Léopold Sédar Senghor.

En juillet 1959, peu avant l'indépendance du Sénégal, Léopold Sédar Senghor présente, lors du congrès constitutif du Parti de la Fédération Africaine, le rapport Pour une voie africaine du socialisme. Senghor exprime sa vision du rôle du socialisme dans l'histoire de la négritude et dans le développement du continent africain : il adopte certains éléments du marxisme mais juge les théories de Marx datées, et surtout inadaptées au contexte africain, car nées dans le contexte de la société européenne du XIXe siècle. Mélant les concepts tirés de Marx à une spiritualité inspirée des travaux de Pierre Teilhard de Chardin, il refuse l'athéisme ainsi que la notion de lutte des classes, jugeant cette dernière contraire à la tradition africaine d'unanimité et de conciliation. Le président sénégalais théorise un « socialisme existentiel » qui commencerait par assurer aux Africains l'abondance en développant les forces productives. Le socialisme vu par Senghor se marie avec le concept de négritude, qu'il envisage comme étant l'ensemble des valeurs culturelles du monde noir ; pour lui, la victoire de la négritude est celle du socialisme,.
Au niveau international, Senghor envisage, après avoir réussi sans violence la décolonisation, une nouvelle « décolonisation culturelle et économique », qui consisterait à remettre en cause le système impérialiste pesant sur les pays producteurs. Mamadou Dia, Premier ministre de Senghor jusqu'à leur rupture en 1962, envisage la construction d'un socialisme dans la tradition communautaire, dans le cadre d'un plan économique établi avec un objectif global, qui serait celui d'une civilisation mondiale solidaire. Sur le plan économique, pour Senghor comme pour Dia, la coopérative doit être l'instrument clef du socialisme africain : les unités économiques de base doivent être les coopératives villageoises, qui combineront traditions africaines et valeurs démocratiques,,.
Dans la pratique, néanmoins, les premières prennent le pas sur les secondes, et le Sénégal connaît une stagnation économique dès 1963 : l'Office national de commercialisation agricole pour le développement (ONCAD) est créé par la suite pour encadrer les Centres régionaux d'assistance au développement (CRAD) qui distribuent semences et matériels aux coopératives. Sur le plan idéologique, l'approche de Senghor fait l'objet de critiques, y compris dans les milieux politiques sénégalais, sur son aspect trop intellectualisant et davantage tourné vers une réflexion sur l'essence de l'africanité que vers une analyse des réalités sociales. Sur le plan pratique, l'ONCAD et le mouvement coopératif connaissent dans les années 1970 une impopularité croissante, du fait d'une mauvaise gestion étatique. Abdou Diouf, successeur de Senghor, dissout en 1981 l'ONCAD dans le cadre d'une lutte contre la bureaucratie ; sous sa présidence, les références au socialisme africain sont abandonnées au Sénégal,,.

#### Mali
Au Mali, Modibo Keïta, choisit de tourner le dos à la France et de s'orienter vers le bloc de l'Est et notamment du socialisme. Il crée une nouvelle monnaie afin de s'affranchir de la France qui produisait le Franc CFA et crée un monopole des entreprises de l'État.

#### Ghana, Guinée, Kenya, Zambie et autres pays
Au Ghana, Kwame Nkrumah adopte avant tout une optique panafricaniste : il envisage une unité du continent africain sous le signe d'un « socialisme » qui serait un regroupement destiné à échapper au système économique mondial et à reconstruire une culture originale dans la tradition communautaire. Dans la pratique, le gouvernement de Nkrumah se traduit, jusqu'à sa chute en 1966, par des méthodes autoritaires et centralistes, ainsi que par un culte de la personnalité autour du président : l'économie est réorganisée en coopératives, imposées d'en haut dans le cadre du plan établi par l'État.
En Guinée, Ahmed Sékou Touré adopte également des méthodes de gouvernement autoritaires et impose une économie planifiée et des coopératives où la gestion collective est présente à tous les niveaux. Si les politiques suivies par Sékou Touré - qui reste au pouvoir jusqu'à sa mort en 1984 - rappellent par certains aspects le stalinisme, le dirigeant guinéen se montre méfiant envers les pays communistes et se réclame d'un socialisme spécifiquement africain. Il refuse ainsi l'athéisme, nie les classes sociales et insiste sur les valeurs africaines. Le panafricanisme est également présent dans l'idéologie de Sékou Touré, qui insiste fortement sur l'unité nationale, présentée comme un prélude à l'unité africaine.
Au Kenya, le Kenya African National Union (KANU), parti du Président Jomo Kenyatta, suit une ligne socialiste démocratique. La nature même du « socialisme » du KANU fait cependant l'objet de vifs débats internes, dès les années 1960 : Tom Mboya coupe l'herbe sous le pied aux radicaux du KANU en publiant en 1965 un document qui devient la charte du parti, Le Socialisme africain au Kenya et son application à la planification. Les thèmes abordés par Mboya concernent principalement des principes d'économie mixte et de démocratie politique adaptés à la tradition africaine ; ses idées font cependant, dans la classe politique kényane, l'objet de controverses quant à la portée du « socialisme » envisagé par le KANU, voire à la réalité même de son orientation socialiste.
En Zambie, Kenneth Kaunda se fait le promoteur d'une idéologie à la fois socialiste et nationaliste, baptisée « humanisme zambien » : celle-ci repose sur la combinaison d'une économie planifiée et centralisée et de valeurs africaines traditionnelles d'entraide et de loyauté envers la communauté. L'humanisme zambien, qui sert d'idéologie officielle au régime autoritaire de Kaunda, fait l'objet d'un jugement sévère de la part de chercheurs quant à ses réalisations concrètes, voire à son absence de substance au-delà des simples slogans.
Les régimes de Nkrumah, de Kaunda, comme de Sékou Touré sont caractérisés par un système de parti unique : Sékou Touré théorise pour sa part le stade de la « démocratie populaire révolutionnaire », qu'il définit comme le moment où le parti ne fera plus qu'un avec l'État. À compter de 1969 et principalement au cours des années 1970, des régimes communistes s'inspirant ouvertement du modèle soviétique (Angola, Mozambique, Somalie, Congo-Brazzaville, Éthiopie, Bénin) apparaissent en Afrique et y importent les modèles marxistes-léninistes européens, tout en se livrant à des adaptations aux réalités locales du socialisme de type soviétique. Amílcar Cabral, leader du Parti africain pour l'indépendance de la Guinée et du Cap-Vert, s'éloigne quant à lui du modèle strictement léniniste en théorisant un socialisme de type spécifiquement africain qui s'appuierait sur les communautés locales : il conserve néanmoins des références marxistes, considérant notamment que l'un des problèmes qui se posent au développement historique de l'Afrique tient à son absence de véritable structure de classes.

#### Tanzanie

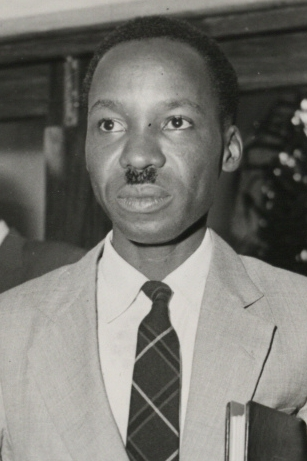
Julius Nyerere.

Après l'indépendance de la Tanzanie en 1964, Julius Nyerere se lance dans l'expérience d'un socialisme africain qu'il conçoit comme un retour aux sources du modèle communautaire africain ébranlé par l'individualisme de la période coloniale. Le programme socialiste de Nyerere, en partie inspiré par ses contacts avec la République populaire de Chine qui entretient des liens étroits avec la Tanzanie, est exposé en 1967 dans la déclaration d'Arusha, par laquelle le président tanzanien annonce la construction d'un « État socialiste démocratique »,.
S'inspirant des expériences de coopératives agricoles chinoises, Nyerere souhaite favoriser à la fois l'égalité sociale et l'autosuffisance  : la société rurale tanzanienne est réorganisée en communautés de base autonomes et autogérées, les villages Ujamaa (« famille élargie », ou « fraternité » en swahili), regroupements de ruraux sur la base de l'adhésion volontaire, où la distribution des biens et les conditions de vie sont aussi égales que possible. L'économie est réorganisée en valorisant le travail des paysans, sur qui repose le remboursement des prêts. La pratique de la villagisation est généralisée en 1969, puis devient obligatoire en 1974, ce qui entre en contradiction avec le principe traditionnel de l'autonomie villageoise. Le régime de Nyerere est cependant moins autoritaire que ceux de Nkrumah ou de Sékou Touré : si le parti unique existe en Tanzanie, les élections peuvent être disputées par deux candidats qui, tout en appartenant au parti, n'en sont pas moins en compétition entre eux.
En 1975, 65 % de la communauté rurale est regroupée dans des villages Ujamaa : les résultats économiques escomptés peinent cependant à être atteints et la situation des paysans pauvres ne s'améliore guère. Sur le plan économique, l'expérience d'Ujamaa, victime entre autres de méthodes de gestion bureaucratiques, est considérée comme un échec ; Nyerere lui-même se retire de la vie politique en 1985,,.